# HeForShe
HeForShe es una campaña solidaria que promueve la equidad de sexo, creada por ONU Mujeres. Esta suministra una aproximación sistemática y una plataforma. Su objetivo es involucrar a los hombres y niños como agentes de cambio para el logro de la igualdad entre sexos y reivindicación de los derechos de las mujeres, animándolos a tomar medidas contra las desigualdades de sexo que afrontan las mujeres y niñas.
Esta campaña invita a personas de todo el mundo a converger en una sociedad equitativa en la que se comparta una visión de respeto y equidad para poder aplicar soluciones para el beneficio de toda la humanidad. Esto, basado en la idea de que la igualdad de sexo es un problema que afecta a todas las personas —social, económica y políticamente— trata de involucrar activamente a hombres y niños en un movimiento que fue concebido originalmente como «una lucha de las mujeres por las mujeres». Algunos notaron la contradicción de una campaña para la igualdad que sólo toma medidas para las desigualdades que afrontan las mujeres y niñas, ignorando la contribución que podrían realizar los hombres y niños.
En la página oficial de HeForShe, un mapa —que utiliza un geo-localizador para grabar el compromiso global de la campaña— cuenta el número de hombres y niños alrededor del mundo que han tomado la promesa HeForShe, como mujeres de las Naciones Unidas trabajando hacia el objetivo de involucrar 1 millón de hombres y niños en julio de 2015, lo cual no se ha cumplido. La página de internet de la campaña también incluye planes de aplicación para las agencias de las Naciones Unidas, individuos y sociedad civil, así como aquellos universitarios y campus de colegios, tomando una participación en línea y compromiso sostenido. Esta campaña requiere de una aproximación innovadora que pueda movilizar a la población, de ambos sexos, dando a conocer las maneras en que todos pueden ser beneficiados de esta igualdad.

## Historia

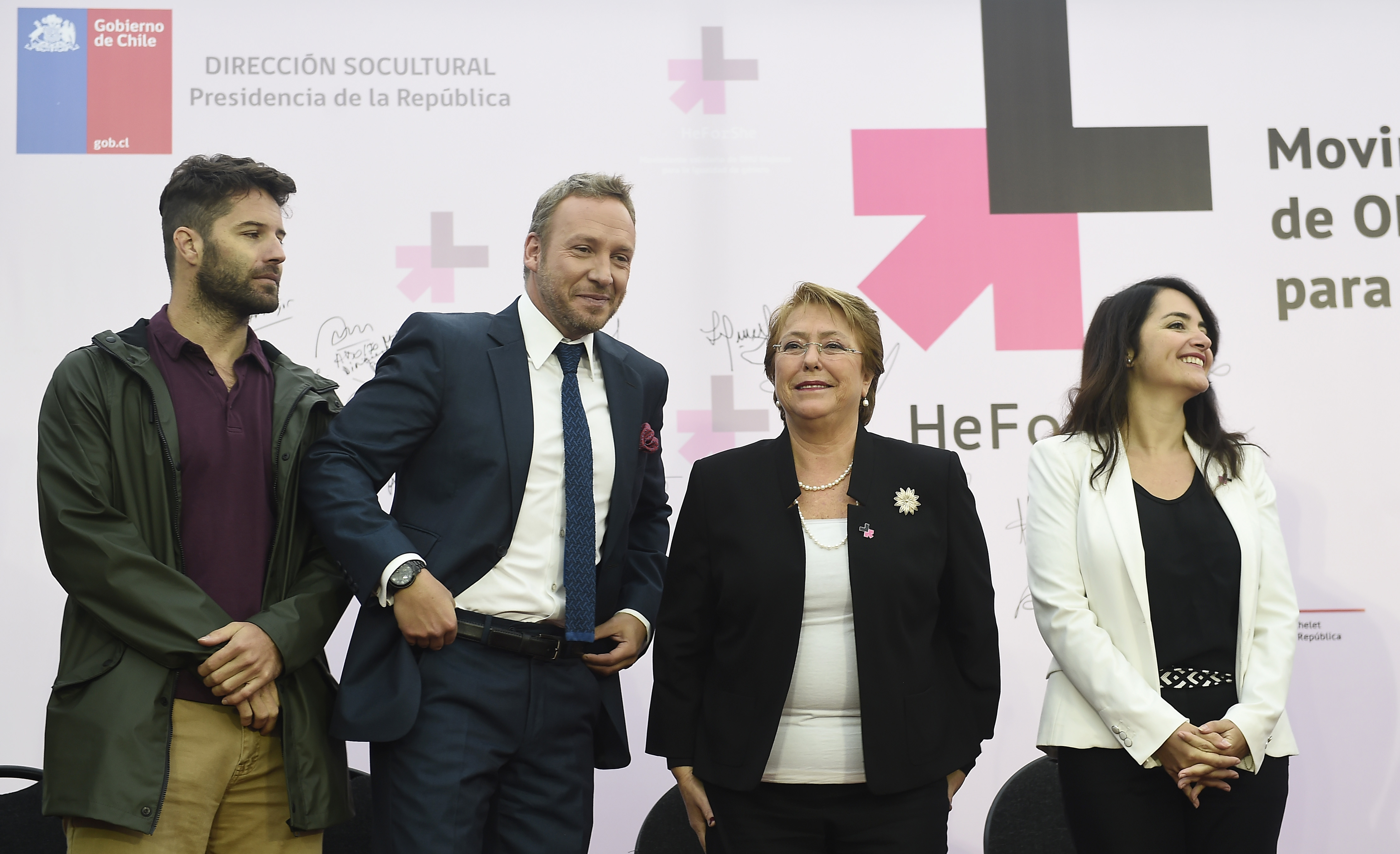
Evento de la campaña en Chile, con la asistencia de la presidenta Michelle Bachelet.

Un evento especial se celebró para comenzar rápidamente con la campaña de HeForShe el 20 de septiembre de 2014 en la sede de las Naciones Unidas en Nueva York. Fue organizado por la embajadora de buena voluntad Emma Watson, quien habló de su camino hacia el feminismo y su llamado para involucrar a hombres y niños promoviendo la equidad de género, lo cual fue ampliamente difundido a través de los medios sociales.
En ese evento, ONU Mujeres hicieron un llamado para movilizar a los primeros 100,000 hombres en la campaña, meta exitosamente cumplida en tan sólo tres días. El presidente de Estados Unidos Barack Obama, el actor Matt Damon, y el entonces secretario General de las Naciones Unidas Ban Ki-moon, son algunos personajes destacados en el sitio.
En la celebración del Día Internacional de la Mujer, que fue el 8 de marzo de 2015, Emma Watson continuó el movimiento de HeForShe, organizando una conversación en Facebook en vivo, en el que se dirigió a las preguntas y organizó una conversación íntima sobre la igualdad de género. El evento contó con la presencia en directo de 120 aficionados y fue visto por millones de personas más en todo el mundo, Watson organizó una conversación sobre temas serios de desigualdad de remuneración de por qué el feminismo no debe ser una amenaza para los problemas cotidianos, incluyendo porqué está bien que los hombres lloren, la caballerosidad, entre otras cosas.

## Universidades involucradas

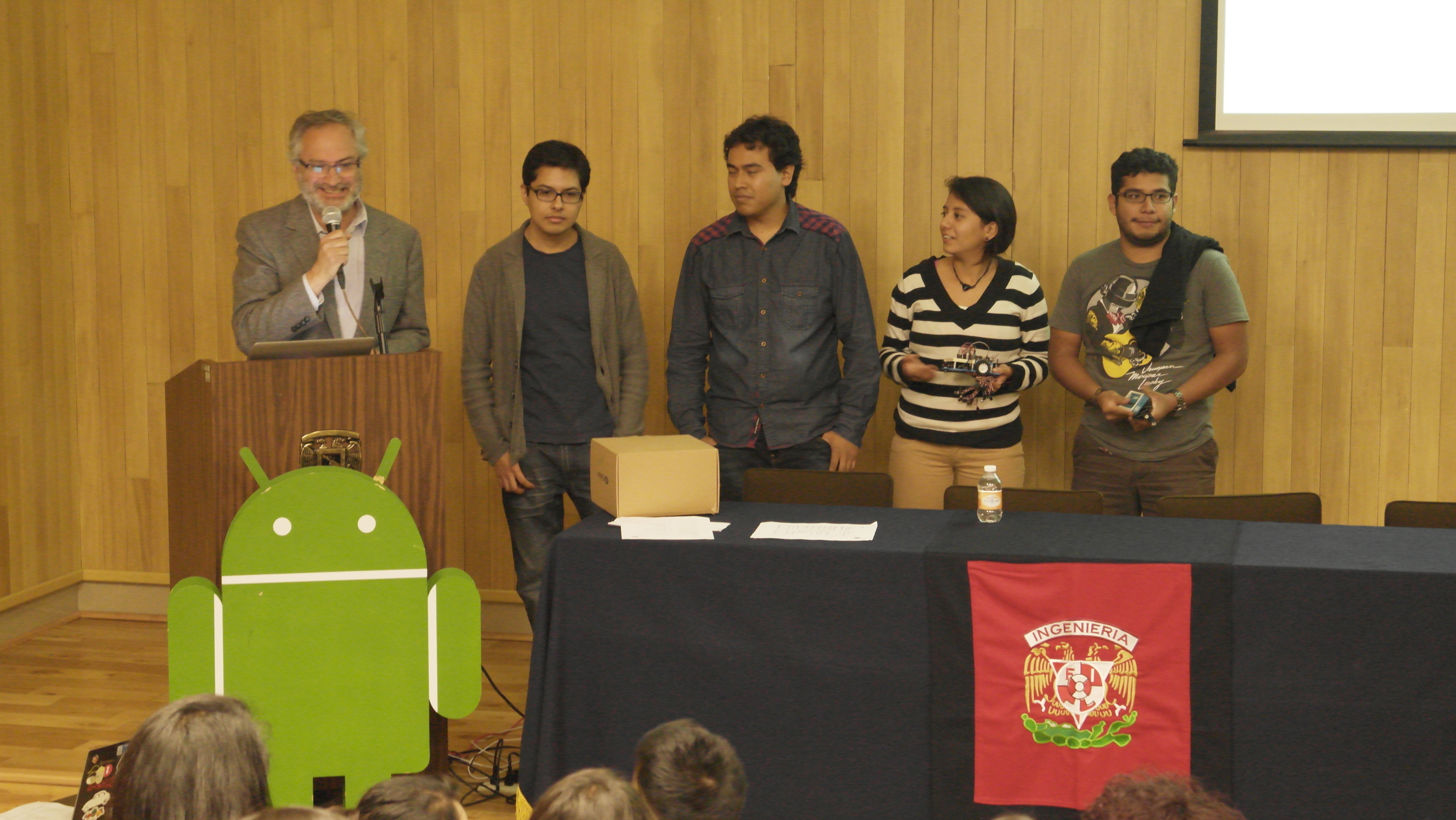
Profesores de la UNAM trabajando para incluir a más mujeres en ingeniería en computación mediante hackatones.

En México, la Universidad Iberoamericana y la Universidad Nacional Autónoma de México (UNAM) apoyan la campaña HeForShe.
UNAM está apoyando HeForSHE organizando:
- Foros para hablar sobre la discriminación y mejores modos de atacarla.
- Pláticas que buscan concientizar a las personas sobre la discriminación de género.
- Eventos tecnológicos donde mujeres y hombres colaboran para crear innovaciones cívicas que le den poder a la mujer.[17][18][19][20]

Las iniciativas de la UNAM han ayudado especialmente a incluir un mayor número de mujeres en el área de ingeniería.
En el Instituto Tecnológico y de Estudios Superiores de Monterrey Campus Puebla firmaron el compromiso con la igualdad de género el 25 de noviembre de 2019.
A lo largo del tiempo han realizado:
- Foros sobre la equidad de género.
- Ponencias sobre temas relacionados con el feminismo.
- Cafés feministas en donde se discuten temas importantes.
- Lives en instagram en donde se discuten temas con profesionales.[24]

En el mundo, vicerrectores y rectores de universidades participan en la iniciativa.
- Brasil: Universidad de São Paulo
- Canadá: Universidad de Waterloo
- Estados Unidos: Universidad de Georgetown y Stony Brook University
- Francia: Sciences Po (Institut d'Etudes Politiques de Paris)
- Hong Kong: Universidad de Hong Kong
- Japón: Universidad de Nagoya
- Reino Unido: Universidad de Leicester y Universidad de Oxford
- Sudáfrica: Universidad de Witwatersrand
- México: Universidad Nacional Autónoma de México y Instituto Tecnológico y de Estudios Superiores de Monterrey Campus Puebla
- España: Universidad de Oviedo

## Iniciativas

### IMPACT 10x10x10
ONU Mujeres puso en marcha una iniciativa llamada IMPACT 10x10x10 que tenía como finalidad impulsar la promoción de la igualdad de género y el empoderamiento de las mujeres, en el foro económico mundial 2015 de Davos realizado el 23 de enero de 2015. La iniciativa se puso en marcha como un proyecto piloto de un año para comprometer a los gobiernos, las empresas y las universidades como instrumentos de cambio. IMPACT 10x10x10 apunta algunas de las comunidades que más necesitan para hacer frente a la igualdad de género y el empoderamiento de las preocupaciones de las mujeres—y los que tienen la mayor capacidad para hacer e influir en esos cambios. Los líderes mundiales en la calidad de IMPACT 10x10x10 campeones fundadores son, el primer ministro Mark Rutte de Países Bajos; el presidente Ernest Bai Koroma de Sierra Leona; el primer ministro Stefan Löfven de Suecia; Paul Polman, CEO de Unilever; Rick Goings, presidente y CEO de Tupperware Brands Corporation; y Dennis Nally, presidente de PricewaterhouseCoopers International Ltd.
La directora ejecutiva y el subsecretario-general Phumzile Mlambo-Ngcuka, sostiene que «HeForShe ejemplifica el liderazgo innovador de las mujeres de las Naciones Unidas en la igualdad de género. Sabemos que el cambio está resultando más difícil. La iniciativa de impacto HeForShe pone la responsabilidad del cambio justo donde se necesita y por su parte los líderes emblemáticos pueden hacer que esto suceda. Los líderes de la industria y el gobierno hallarán el camino para que otros se unan, utilizando iniciativas piloto para agilizar la toma de decisiones sobre actividades relevantes y exitosas. Finalmente, necesitamos que todos se involucren si vamos a cambiar el rumbo».
IMPACT 10x10x10 prioriza los órganos legislativos y las empresas sobre la base de la gravedad de la desigualdad de género en estas áreas, según lo confirmado por los hallazgos del World Economic Forum Global Gender en 2014. El informe pone de relieve la gran brecha entre hombres y mujeres en términos de empoderamiento político e indica que ha habido pocas mejoras en la igualdad laboral desde el 2006. Universidades fueron invitadas a unirse al trío de impacto debido a que el compromiso de los jóvenes representa una de las mayores oportunidades para acelerar el progreso en el logro de la igualdad de género y el fin de la violencia contra las mujeres.
Un popular actor británico y la Embajadora de Buena Voluntad de las Naciones Unidas Emma Watson sirven como rostro público del movimiento. Ella dijo: «El clamor de la respuesta que hemos recibido en el apoyo a HeForShe nos dice que estamos recurriendo a lo que quiere el mundo; ser parte del cambio. Ahora tenemos que canalizar esa energía en acción intencionada. La iniciativa piloto proporciona ese marco. Lo siguiente que necesitamos es todo el liderazgo del país, así como la de cientos de universidades y corporaciones a seguir la iniciativa IMPACT 10x10x10 de HeForShe con el propósito de poner fin a las desigualdades persistentes que enfrentan las mujeres y las niñas a nivel mundial».

### Cajeros automáticos para HeForShe
El Movimiento de solidaridad de HeForShe de las Naciones Unidas para la igualdad de género ganó una nueva exposición a principios de marzo de 2015, cuando el patrocinador de la campaña y líder de la firma de servicios financieros globales de JPMorgan Chase & Co, promovió el apoyo al movimiento en las pantallas de los cajeros automáticos de Chase en toda la ciudad de Nueva York y Los Ángeles.
«La igualdad de género no es sólo un asunto de mujeres; es una cuestión de derechos humanos que beneficia a todos», dijo un corredor de bolsa que trabajó en la sección de cajeros automáticos de Chase hasta el mes de marzo de 2015, invitando a los hombres y los niños a movilizarse contra las desigualdades que enfrentan las mujeres y las niñas a nivel mundial.[cita requerida]